# ジャウー
ジャウー (Jaú) は、ブラジルのサンパウロ州にある基礎自治体。

## 概要
市名は同名のナマズの一種に由来する。集落の形成は1853年に始まり、1889年には町の地位を得た。

## スポーツ
サッカークラブのECキンゼ・デ・ノヴェンブロ（通称キンゼ・デ・ジャウー）が本拠地を置いている。

## 出身者
- ルイス・エドゥアルド・シュミット - サッカー選手
- ジョアン・リベイロ・デ・バロス - パイロット
- アダウト・アレシャンドレ・マッソン - サッカー選手
- ジョナス・エドゥアルド・アメリコ - サッカー選手
- デニス・セーザル・ジ・マトス - サッカー選手